# George di Galles
George di Galles (nome completo: George Alexander Louis Mountbatten-Windsor; Londra, 22 luglio 2013) è un principe britannico, membro della famiglia reale britannica e secondo in linea di successione al trono dei reami del Commonwealth.
È il primo figlio di William, principe di Galles, e di sua moglie, Catherine Middleton; suo nonno paterno è il re Carlo III, sua nonna Diana Spencer, e i suoi fratelli sono la principessa Charlotte e il principe Louis. La regina Elisabetta II e il principe Filippo di Edimburgo erano i suoi bisnonni.

## Biografia

### Nascita e battesimo

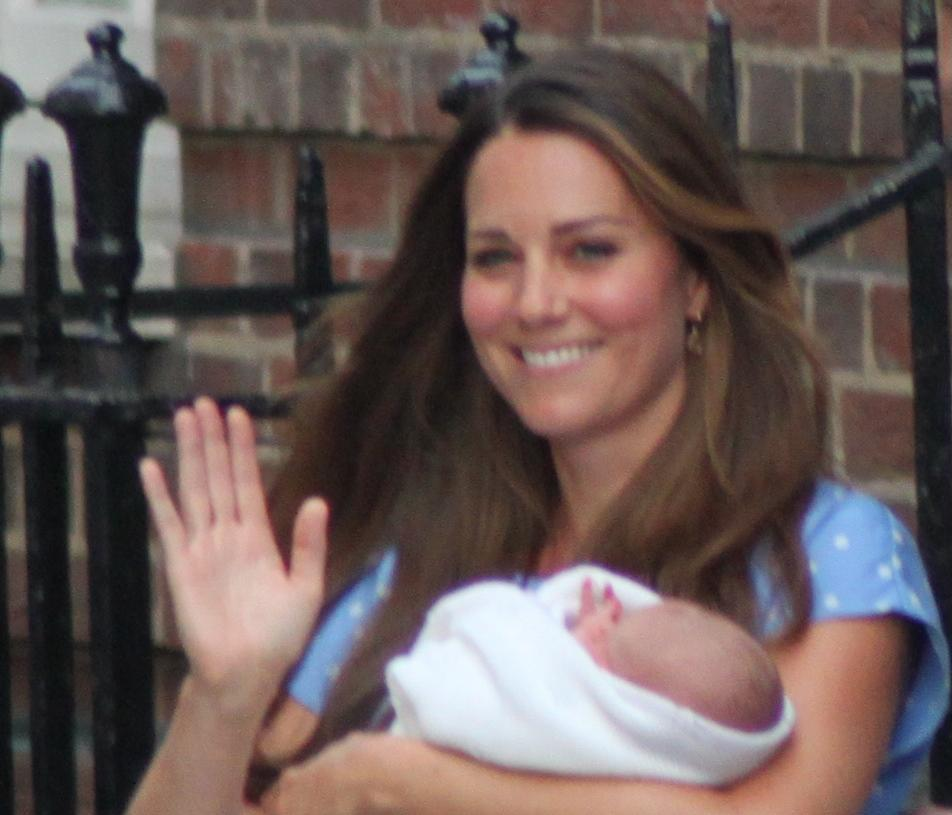
Il principe George in braccio alla madre il giorno dopo la sua nascita, il 23 luglio 2013

Il 3 dicembre 2012 la sala stampa del St James's Palace diede l'annuncio che la Duchessa di Cambridge era in attesa del suo primo figlio. A differenza della tradizione che vuole che l'annuncio sia dato dopo dodici settimane dal concepimento, questo venne dato in anticipo, dal momento che la duchessa era stata ricoverata in ospedale a causa di frequenti malesseri mattutini.

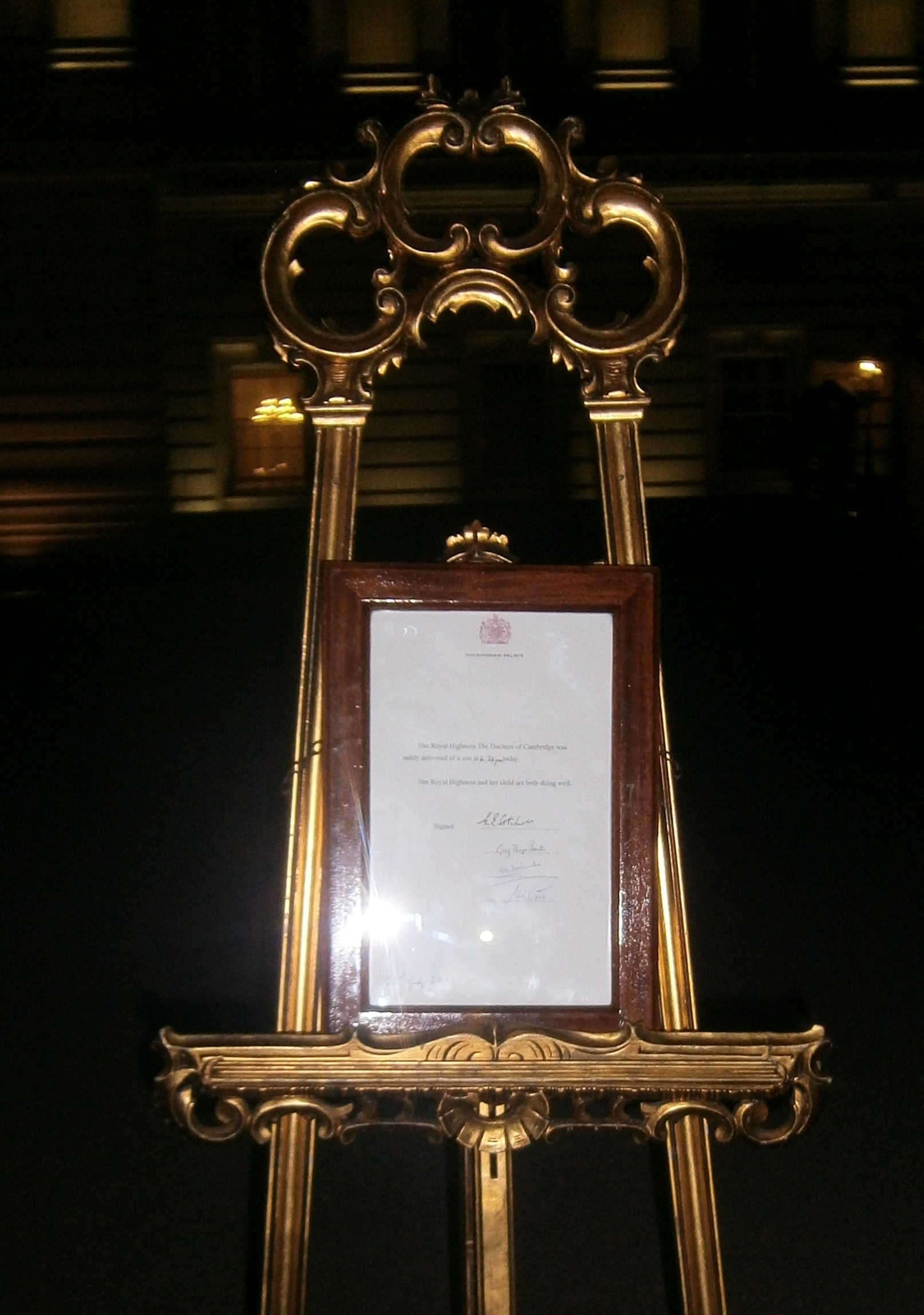
Bacheca fuori da Buckingham Palace con l'annuncio: "Sua Altezza Reale la Duchessa di Cambridge ha felicemente dato alla luce un figlio alle 16:24 oggi. Sua Altezza Reale e suo figlio stanno entrambi bene."

Il compositore gallese Paul Mealor, che aveva già composto Ubi Caritas et Amor per il matrimonio dei Duchi di Cambridge, compose una ninna-nanna dal titolo "Sleep On", con testo del compositore irlandese Brendan Graham, per il nascituro. La prima registrazione si tenne con il soprano neozelandese Hayley Westenra e venne poi donata alla coppia reale come omaggio. Per l'occasione vennero emesse monete commemorative dalla Royal Mint, dalla Royal Canadian Mint e dalla Royal Australian Mint; fu la prima volta che una nascita reale venne rimarcata in tal modo.
La mattina del 22 luglio 2013 la duchessa venne ricoverata all'Ospedale di Saint Mary di Londra, dove diede alla luce un bambino di 3,8 chilogrammi alle 16:24 dello stesso giorno. Il Duca di Cambridge fu presente alla nascita, al fianco della moglie. Il ginecologo della regina, Marcus Setchell, non assistette alle operazioni del parto, ma delegò i propri ruoli a Guy Thorpe-Beeston, Sunit Godambe e al medico personale della regina John Cunningham.
Come da tradizione, la nascita reale venne annunciata da una bacheca al di fuori di Buckingham Palace, anche se, in rottura con la tradizione, la notizia era già stata data in una conferenza stampa a palazzo poco prima. Ventuno colpi di cannone a salve ne segnalarono la nascita nelle Bermuda, a Londra, in Nuova Zelanda  e in Canada. Le campane dell'abbazia di Westminster e di molte altre chiese suonarono contemporaneamente e in tutto il Commonwealth la popolazione accese delle luci blu per festeggiare la nascita di un membro maschio della famiglia reale.
Con la nascita del principe George, ben tre generazioni di eredi diretti al trono britannico risultavano contemporaneamente viventi, situazione già verificatasi dal 1894 al 1901 negli ultimi sette anni di vita della regina Vittoria, quando erano vivi la regina, suo figlio, il futuro re Edoardo VII, suo nipote, il futuro re Giorgio V, e il suo bisnipote, il futuro re Edoardo VIII.
Il 24 luglio venne annunciato che il piccolo avrebbe avuto il nome di George Alexander Louis.
Il principe George di Galles è stato battezzato nella Cappella Reale del Palazzo di St. James il 23 ottobre 2013, in forma privata, per mano dell'arcivescovo di Canterbury Justin Welby. Alla cerimonia presero parte, in qualità di padrini e madrine: Zara Phillips, cugina di William e campionessa olimpica in discipline equestri; Oliver Baker, compagno di università di Kate e William; Emilia Jardine-Paterson, compagna di scuola di Kate; William van Cutsem, amico d'infanzia di William; Hugh Grosvenor, VII duca di Westminster; Julia Samuel, amica della defunta principessa Diana Spencer, nonna paterna di George, e Jamie Lowther-Pinkerton, ex segretario privato dei genitori di George.
La cerimonia prevedeva l'uso di un fonte battesimale, già usato per il primogenito della regina Vittoria, con acqua raccolta dal fiume Giordano. La Royal Mint emise una serie di monete commemorative per celebrare il battesimo del principe, il primo set in assoluto a celebrare un battesimo reale nel Regno Unito.

### Educazione
Nel gennaio 2016, all'età di due anni, ha iniziato a frequentare la Westacre Montessori School Nursery, vicino alla casa di famiglia ad Anmer Hall nel Norfolk. Ha frequentato il suo primo giorno di scuola elementare il 7 settembre 2017 presso la Thomas's School di Battersea, dove era conosciuto come George Cambridge.
George e i suoi fratelli hanno iniziato a frequentare Lambrook, una scuola preparatoria indipendente nel Berkshire nel settembre 2022, subito dopo che la sua famiglia si è trasferita all'Adelaide Cottage a Windsor.

### Primi impegni ufficiali

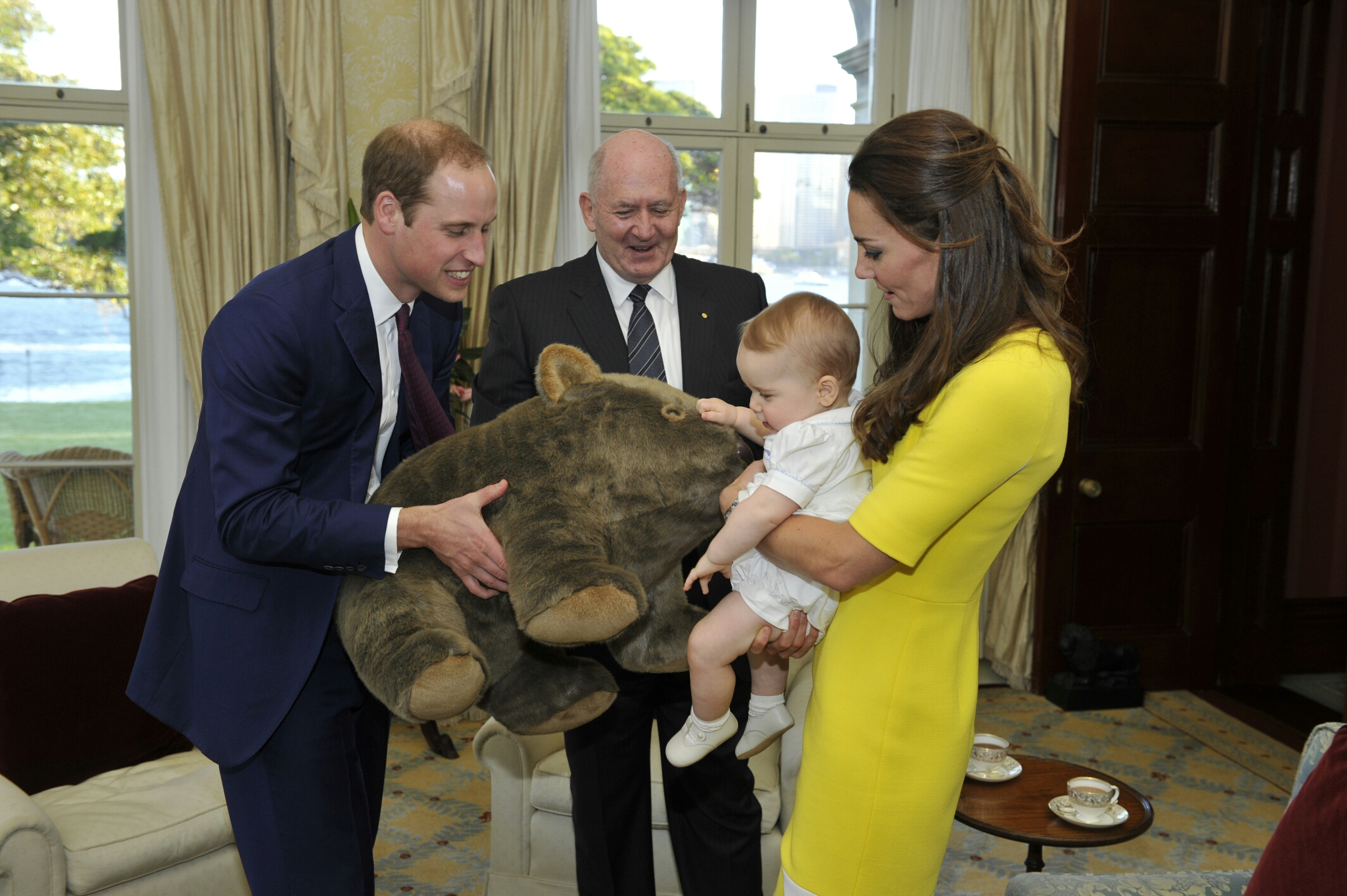
George all'Admiralty House di Sydney, con i genitori e il governatore generale dell'Australia, Peter Cosgrove, nell'aprile 2014

Il principe George, con i suoi genitori, si imbarcò per il suo primo viaggio reale nell'aprile del 2014, periodo durante il quale i Duchi di Cambridge trascorsero tre settimane tra Nuova Zelanda e Australia. Il suo primo incarico pubblico nel viaggio si ebbe il 9 aprile alla Government House a Wellington. Il 20 aprile, Sabato Santo, visitò il Taronga Zoo di Sydney, sempre in Australia.
La festa per il primo compleanno del principe George venne organizzata sui temi per l'infanzia a suo tempo promossi da Beatrix Potter, celebre nella letteratura per l'infanzia inglese, imparentata con la famiglia Lupton, antenati materni di George.
Il 6 maggio 2023 è stato Paggio d'Onore all'incoronazione del nonno Carlo III.

## Titoli e trattamento
Il principe George ha il titolo e il trattamento di "Sua Altezza Reale il Principe George di Galles". Buckingham Palace ha annunciato il 22 luglio 2013 che il predicato del principe sarebbe stato "di Cambridge". Questo secondo la consuetudine che vuole che il titolo di un principe appena nato contenga il predicato paterno, come ad esempio accadde per il padre William, precedentemente noto come William di Galles prima della concessione del titolo ducale "Duca di Cambridge" nel 2011.
Come principe della famiglia reale britannica, George non usa un cognome: in momenti formali o cerimonie, infatti, i principi reali, si fregiano del titolo di principe o principessa, seguito dal loro nome di battesimo e, finché non gliene sarà concesso uno proprio, dal feudo su cui poggia il titolo paterno.
Per i nipoti in linea maschile di Elisabetta II, però, esiste qualche incertezza sulla corretta forma di cognome di famiglia da usare e sul fatto che vi debba essere o meno un cognome. La regina ha sancito che tutti i suoi discendenti in linea maschile che non dispongono della dignità di principi debbano utilizzare Mountbatten-Windsor come loro cognome familiare, anche se esistono lettere patenti che prevedono solo Windsor.
- 22 luglio 2013 - 8 settembre 2022: Sua Altezza Reale, il principe George di Cambridge
- 8 settembre 2022 - 9 settembre 2022: Sua Altezza Reale, il principe George di Cornovaglia e Cambridge
- 9 settembre 2022 - attuale: Sua Altezza Reale, il principe George di Galles

## Ascendenza
|                                  |                         |                                  | Genitori                          |  |  | Nonni |  |  | Bisnonni             |  |  | Trisnonni        |  |
|                                  |                         |                                  |                                   |  |  |       |  |  | Filippo di Edimburgo |  |  | Andrea di Grecia |  |
|                                  |                         |                                  |                                   |  |  |       |  |  | Filippo di Edimburgo |  |  | Andrea di Grecia |  |
|                                  |                         | Alice di Battenberg              |                                   |  |  |       |  |  | Filippo di Edimburgo |  |  |                  |  |
| Carlo III del Regno Unito        |                         |                                  |                                   |  |  |       |  |  | Filippo di Edimburgo |  |  |                  |  |
|                                  |                         | Elisabetta II del Regno Unito    | Giorgio VI del Regno Unito        |  |  |       |  |  |                      |  |  |                  |  |
|                                  |                         | Elisabetta II del Regno Unito    | Giorgio VI del Regno Unito        |  |  |       |  |  |                      |  |  |                  |  |
|                                  |                         | Elisabetta II del Regno Unito    | Elizabeth Bowes-Lyon              |  |  |       |  |  |                      |  |  |                  |  |
| William, principe di Galles      |                         | Elisabetta II del Regno Unito    |                                   |  |  |       |  |  |                      |  |  |                  |  |
|                                  |                         | John Spencer, VIII conte Spencer | Albert Spencer, VII conte Spencer |  |  |       |  |  |                      |  |  |                  |  |
|                                  |                         | John Spencer, VIII conte Spencer | Albert Spencer, VII conte Spencer |  |  |       |  |  |                      |  |  |                  |  |
|                                  |                         | John Spencer, VIII conte Spencer | Lady Cynthia Hamilton             |  |  |       |  |  |                      |  |  |                  |  |
| Lady Diana Spencer               |                         | John Spencer, VIII conte Spencer |                                   |  |  |       |  |  |                      |  |  |                  |  |
|                                  |                         | Hon. Frances Ruth Roche          | Maurice Roche, IV barone Fermoy   |  |  |       |  |  |                      |  |  |                  |  |
|                                  |                         | Hon. Frances Ruth Roche          | Maurice Roche, IV barone Fermoy   |  |  |       |  |  |                      |  |  |                  |  |
|                                  |                         | Hon. Frances Ruth Roche          | Ruth Sylvia Gill                  |  |  |       |  |  |                      |  |  |                  |  |
| George di Galles                 |                         | Hon. Frances Ruth Roche          |                                   |  |  |       |  |  |                      |  |  |                  |  |
|                                  | Peter Francis Middleton | Richard Noel Middleton           |                                   |  |  |       |  |  |                      |  |  |                  |  |
|                                  | Peter Francis Middleton | Richard Noel Middleton           |                                   |  |  |       |  |  |                      |  |  |                  |  |
|                                  | Peter Francis Middleton | Olive Christiana Lupton          |                                   |  |  |       |  |  |                      |  |  |                  |  |
| Michael Francis Middleton        | Peter Francis Middleton |                                  |                                   |  |  |       |  |  |                      |  |  |                  |  |
|                                  |                         | Valerie Glassborow               | Frederick George Glassborow       |  |  |       |  |  |                      |  |  |                  |  |
|                                  |                         | Valerie Glassborow               | Frederick George Glassborow       |  |  |       |  |  |                      |  |  |                  |  |
|                                  |                         | Valerie Glassborow               | Constance Robison                 |  |  |       |  |  |                      |  |  |                  |  |
| Catherine, principessa di Galles |                         | Valerie Glassborow               |                                   |  |  |       |  |  |                      |  |  |                  |  |
|                                  |                         | Ronald John James Goldsmith      | Stephen Charles Goldsmith         |  |  |       |  |  |                      |  |  |                  |  |
|                                  |                         | Ronald John James Goldsmith      | Stephen Charles Goldsmith         |  |  |       |  |  |                      |  |  |                  |  |
|                                  |                         | Ronald John James Goldsmith      | Edith Eliza Chandler              |  |  |       |  |  |                      |  |  |                  |  |
| Carole Elizabeth Goldsmith       |                         | Ronald John James Goldsmith      |                                   |  |  |       |  |  |                      |  |  |                  |  |
|                                  |                         | Dorothy Harrison                 | Thomas Harrison                   |  |  |       |  |  |                      |  |  |                  |  |
|                                  |                         | Dorothy Harrison                 | Thomas Harrison                   |  |  |       |  |  |                      |  |  |                  |  |
|                                  |                         | Dorothy Harrison                 | Elizabeth Mary Temple             |  |  |       |  |  |                      |  |  |                  |  |
|                                  |                         | Dorothy Harrison                 |                                   |  |  |       |  |  |                      |  |  |                  |  |

### Ascendenza patrilineare
1. Elimar I di Oldenburg, conte di Oldenburgo, 1040-1112
2. Elimar II di Oldenburg, conte di Oldenburg, 1070-1142
3. Cristiano I di Oldenburg, conte di Oldenburg, 1123-1167
4. Maurizio I di Oldenburg, conte di Oldenburg, 1150-1209
5. Cristiano II di Oldenburg, conte di Oldenburg, 1175-1233
6. Giovanni I di Oldenburg, conte di Oldenburg,  1204-1270
7. Cristiano III di Oldenburg, conte di Oldenburg, 1231-1285
8. Giovanni II di Oldenburg, conte di Oldenburg 1270-1316
9. Corrado I di Oldenburg, conte di Oldenburg,  1302-1347
10. Cristiano V, conte di Oldenburg, 1342-1399
11. Dietrich di Oldenburg, conte di Oldenburg, 1390-1440
12. Cristiano I, re di Danimarca, Norvegia e Svezia, 1426-1481
13. Federico I, re di Danimarca e Norvegia, 1471-1533
14. Cristiano III, re di Danimarca e Norvegia, 1503-1559
15. Giovanni, duca di Schleswig-Holstein-Sonderburg, 1545-1622
16. Alessandro, duca di Schleswig-Holstein-Sonderburg, 1573-1627
17. Augusto Filippo, duca di Schleswig-Holstein-Sonderburg-Beck, 1612-1675
18. Federico Luigi, duca di Schleswig-Holstein-Sonderburg-Beck, 1653-1728
19. Pietro Augusto, duca di Schleswig-Holstein-Sonderburg-Beck, 1697-1775
20. Carlo Antonio Augusto, duca di Schleswig-Holstein-Sonderburg-Beck, 1727-1759
21. Federico Carlo Ludovico, duca di Schleswig-Holstein-Sonderburg-Beck, 1757-1816
22. Federico Guglielmo, duca di Schleswig-Holstein-Sonderburg-Glücksburg, 1785-1831
23. Cristiano IX, re di Danimarca, 1818-1906
24. Giorgio I, re di Grecia, 1845-1913
25. Andrea, principe di Grecia e Danimarca, 1882-1944
26. Filippo, consorte della sovrana del Regno Unito e duca di Edimburgo, 1921-2021
27. Carlo III del Regno Unito, 1948-viv.
28. William, principe del Galles, 1982-viv.
29. George di Galles, 2013-viv.